# Scottish FA Cup 1999/2000
Der Scottish FA Cup wurde 1999/2000 zum 115. Mal ausgespielt. Der wichtigste schottische Fußball-Pokalwettbewerb, der offiziell als Tennent's Scottish Cup ausgetragen und vom Schottischen Fußballverband geleitet wurde, begann im November 1999 und endete mit dem Finale am 27. Mai 2000 im Glasgower Hampden Park. Titelverteidiger waren die Glasgow Rangers, die sich im Vorjahresfinale das zugleich als Old-Firm-Derby gegen Celtic ausgetragen wurde gewinnen. Durch einen 4:0-Finalsieg im diesjährigen Endspiel gegen den FC Aberdeen konnten die Rangers in der Saison 1999/2000 das Double aus Meisterschaft und Pokal perfekt machen. Im Finale kam es bereits nach drei Spielminuten zu einer großen Kuriosität die dem FC Aberdeen im gesamten Spiel stark schwächte. Nach einer schweren Verletzung des Torwarts Jim Leighton musste dieser ausgewechselt werden; da der dänische Trainer Ebbe Skovdahl allerdings auf einen Reservetorwart verzichtet hatte, musste der schottische Stürmer Robbie Winters als Torhüter fungieren. Der unterlegene Finalist aus Aberdeen war aufgrund der Champions-League-Teilnahme der Glasgower für die folgende UEFA-Pokal-Saison 2000/01 startberechtigt und schied dort in der Qualifikation gegen den irischen Verein Bohemians Dublin aus dem Wettbewerb aus.

## 1. Runde
Ausgetragen wurden die Begegnungen im November 1999.
|                     | Ergebnis |                       |
| ------------------- | -------- | --------------------- |
| Threave Rovers      | 1:7      | FC Stenhousemuir      |
| Hamilton Academical | 1:2      | FC Clyde              |
| FC Huntly           | 0:1      | FC East Stirlingshire |
| Ross County         | 2:2      | Forfar Athletic       |

### Wiederholungsspiel
|                 | Ergebnis        |             |
| --------------- | --------------- | ----------- |
| Forfar Athletic | ?:? (4:2 i. E.) | Ross County |

## 2. Runde
Ausgetragen wurden die Begegnungen am 8. Januar 2000. Die Wiederholungsspiele fanden am 15./19. und 29. Januar 2000 statt.
|                   | Ergebnis |                       |
| ----------------- | -------- | --------------------- |
| Albion Rovers     | 0:0      | Dalbeattie Star       |
| FC Arbroath       | 0:0      | FC Fraserburgh        |
| Brechin City      | 2:2      | Annan Athletic        |
| FC Cowdenbeath    | 2:3      | FC Clyde              |
| FC Dumbarton      | 0:2      | FC Stenhousemuir      |
| FC Montrose       | 1:3      | Queen of the South    |
| Partick Thistle   | 2:1      | FC East Stirlingshire |
| FC Peterhead      | 2:1      | Forfar Athletic       |
| FC Queen’s Park   | 1:2      | Berwick Rangers       |
| Stirling Albion   | 2:1      | FC East Fife          |
| FC Stranraer      | 1:0      | Clachnacuddin F.C.    |
| Whitehill Welfare | 2:2      | Alloa Athletic        |

### Wiederholungsspiele
|                 | Ergebnis  |                   |
| --------------- | --------- | ----------------- |
| Annan Athletic  | 2:3 n. V. | Brechin City      |
| FC Fraserburgh  | 1:3       | FC Arbroath       |
| Dalbeattie Star | 1:5       | Albion Rovers     |
| Alloa Athletic  | 2:0       | Whitehill Welfare |

## 3. Runde
Ausgetragen wurden die Begegnungen am 29. und 30. Januar sowie am 5. und 8. Februar 2000. Die Wiederholungsspiele fanden am 8./9./15. und 19. Februar 2000 statt. Das Spiel zwischen dem FC Arbroath und FC Motherwell am 29. Januar wurde während der 2. Halbzeit abgebrochen und am 19. Februar in Motherwell wiederholt.
|                     | Ergebnis |                      |
| ------------------- | -------- | -------------------- |
| Heart of Midlothian | 3:2      | FC Stenhousemuir     |
| FC St. Mirren       | 1:1      | FC Aberdeen          |
| Albion Rovers       | 1:2      | Partick Thistle      |
| FC Falkirk          | 3:1      | FC Peterhead         |
| FC Arbroath         | abgebr.  | FC Motherwell        |
| Queen of the South  | 0:7      | FC Livingston        |
| FC Clyde            | 3:1      | Raith Rovers         |
| FC Stranraer        | 1:2      | Berwick Rangers      |
| FC Clydebank        | 1:0      | Stirling Albion      |
| Hibernian Edinburgh | 4:1      | Dunfermline Athletic |
| FC Dundee           | 0:0      | Ayr United           |
| FC St. Johnstone    | 0:2      | Glasgow Rangers      |
| Greenock Morton     | 1:1      | Brechin City         |
| Dundee United       | 4:1      | Airdrieonians FC     |
| FC Kilmarnock       | 0:0      | Alloa Athletic       |
| Celtic Glasgow      | 1:3      | Inverness CT         |

### Wiederholungsspiele
|                | Ergebnis        |                 |
| -------------- | --------------- | --------------- |
| FC Aberdeen    | 2:0             | FC St. Mirren   |
| Brechin City   | ?:? (3:4 i. E.) | Greenock Morton |
| Alloa Athletic | 1:0             | FC Kilmarnock   |
| Ayr United     | ?:? (7:6 i. E.) | FC Dundee       |
| FC Motherwell  | 2:0             | FC Arbroath     |

## Achtelfinale
Ausgetragen wurden die Begegnungen am 19./20. und 26. Februar 2000. Die Wiederholungsspiele fanden am 22. und 29. Februar 2000 statt.
|                     | Ergebnis |                     |
| ------------------- | -------- | ------------------- |
| Greenock Morton     | 0:1      | Glasgow Rangers     |
| Hibernian Edinburgh | 1:1      | FC Clydebank        |
| FC Clyde            | 0:2      | Heart of Midlothian |
| Berwick Rangers     | 0:0      | FC Falkirk          |
| Alloa Athletic      | 2:2      | Dundee United       |
| Partick Thistle     | 2:1      | FC Livingston       |
| Inverness CT        | 1:1      | FC Aberdeen         |
| FC Motherwell       | 3:4      | Ayr United          |

### Wiederholungsspiele
|               | Ergebnis |                     |
| ------------- | -------- | ------------------- |
| Dundee United | 4:0      | Alloa Athletic      |
| FC Falkirk    | 3:0      | Berwick Rangers     |
| FC Clydebank  | 0:3      | Hibernian Edinburgh |
| FC Aberdeen   | 1:0      | Inverness CT        |

## Viertelfinale
Ausgetragen wurden die Begegnungen am 11. und 12. März 2000.
|                     | Ergebnis |                     |
| ------------------- | -------- | ------------------- |
| Ayr United          | 2:0      | Partick Thistle     |
| Hibernian Edinburgh | 3:1      | FC Falkirk          |
| Glasgow Rangers     | 4:1      | Heart of Midlothian |
| Dundee United       | 0:1      | FC Aberdeen         |

## Halbfinale
Ausgetragen wurden die Begegnungen am 8. und 9. April 2000. Die beiden Halbfinalspiele wurden jeweils im Hampden Park ausgetragen.
|                     | Ergebnis |                 |
| ------------------- | -------- | --------------- |
| Ayr United          | 0:7      | Glasgow Rangers |
| Hibernian Edinburgh | 1:2      | FC Aberdeen     |

## Finale
| FC Aberdeen                                                                 | FC Aberdeen | Glasgow Rangers | Glasgow Rangers |
| --------------------------------------------------------------------------- | --- | --- | --------------- |
| FC Aberdeen                                                                 | \| Finale \| \| Samstag, 27. Mai 2000 um 15:00 Uhr (Ortszeit WEZ) in Glasgow (Hampden Park) \| \| Ergebnis: 0:4 (0:1) \| \| Zuschauer: 50.865 \| \| Schiedsrichter: Jim McCluskey \| \| Spielbericht \|                                                               | \| Finale \| \| Samstag, 27. Mai 2000 um 15:00 Uhr (Ortszeit WEZ) in Glasgow (Hampden Park) \| \| Ergebnis: 0:4 (0:1) \| \| Zuschauer: 50.865 \| \| Schiedsrichter: Jim McCluskey \| \| Spielbericht \|                                                                              | Glasgow Rangers |
| FC Aberdeen                                                                 | Jim Leighton (3. Robbie Winters) – Derek Whyte, Thomas Solberg, Russell Anderson (41. Rachid Belabed), Jamie McAllister – Paul Bernard, Andy Dow, David Rowson, Cato Guntveit – Eoin Jess, Arild Stavrum (68. Hicham Zerouali) Cheftrainer: Ebbe Skovdahl ( Dänemark) | Stefan Klos – Claudio Reyna, Craig Moore (71. Sergio Porrini), Tony Vidmar, Arthur Numan – Andrei Kantschelskis, Barry Ferguson, Jörg Albertz, Giovanni van Bronckhorst (73. Tugay Kerimoğlu) – Billy Dodds, Rod Wallace (66. Neil McCann) Cheftrainer: Dick Advocaat ( Niederlande) | Glasgow Rangers |
| FC Aberdeen                                                                 | 0:1 Giovanni van Bronckhorst (36.) 0:2 Tony Vidmar (47.) 0:3 Billy Dodds (50.) 0:4 Jörg Albertz (51.) | | Glasgow Rangers |
| Finale                                                                      | | |                 |
| Samstag, 27. Mai 2000 um 15:00 Uhr (Ortszeit WEZ) in Glasgow (Hampden Park) | | |                 |
| Ergebnis: 0:4 (0:1)                                                         | | |                 |
| Zuschauer: 50.865                                                           | | |                 |
| Schiedsrichter: Jim McCluskey                                               | | |                 |
| Spielbericht                                                                | | |                 |